# 田中敏夫
田中 敏夫（たなか としお、1923年〈大正12年〉12月14日 - 2003年〈平成15年〉3月12日）は、日本の実業家。北越製紙第13代社長。

## 略歴
新潟県中蒲原郡横越村（現 新潟市江南区）出身。1941年（昭和16年）3月に新潟中学校を卒業、1943年（昭和18年）9月に新潟高等学校を半年繰り上げ卒業、1947年（昭和22年）3月に東京帝国大学法学部法律学科を卒業。
1947年（昭和22年）7月に北越製紙に入社、新潟工場勤労課長を経て、1970年（昭和45年）8月に本社勤労部長に就任、1973年（昭和48年）7月に長岡工場長に就任、同年12月に取締役 長岡工場長に就任、1977年（昭和52年）1月に取締役 勤労部長に就任、1978年（昭和53年）5月に取締役 営業本部副本部長に就任、1981年（昭和56年）7月に常務取締役に就任、1983年（昭和58年）7月に専務取締役に就任、1985年（昭和60年）7月に取締役副社長に就任、1987年（昭和62年）7月に北越製紙第13代代表取締役社長に就任、1995年（平成7年）6月に代表取締役会長に就任、1997年（平成9年）6月に相談役に就任、1999年（平成11年）1月に相談役を退任、以後、社賓。
2003年（平成15年）3月12日午後9時25分に東京都中央区の病院で心不全のため死去、79歳没。葬儀・告別式は東京都文京区大塚の護国寺桂昌殿で執り行われた。

## 役職
- 1981年（昭和56年）
  - 08月 - 日本経営者団体連盟代議員・常任理事[15]
  - 11月 - 紙パルプ経営者懇談会理事[15]
- 1987年（昭和62年）
  - 06月 - 紙パルプ経営者懇談会会長[15]
  - 07月 - 日本製紙連合会常任理事、経済団体連合会理事[15]

## 業績
新潟地震により大きな被害を受けた北越製紙の再建には労使の協力が不可欠だとして新しい労使関係を築いた。また、塗工紙などの分野に進出するなど業容を拡大して北越製紙を製紙業界でトップクラスの高収益企業に育て上げた。

## 栄典
- 1989年（平成1年）11月3日 - 藍綬褒章「多年紙パルプ業界に携わるとともに業界の指導に努め斯業の発展に寄与」[17][18]
- 1994年（平成6年）11月3日 - 勲三等瑞宝章[19][20]